# Microcosmodes
Genre
Synonymes
- Microcosmus Chaudoir, 1879
- Microschemus Andrewes, 1940

Microcosmodes est un genre de coléoptères de la famille des carabidae, de la sous-famille des Panagaeinae, de la tribu des Panagaeini et de la sous-tribu des Panagaeina. 

## Espèces
- Microcosmodes amabilis (Dejean, 1831)
- Microcosmodes angolensis (Chaudoir, 1879)
- Microcosmodes chaudoiri (Raffray, 1886)
- Microcosmodes cheranganensis (Burgeon, 1936)
- Microcosmodes cruciatus (Dejean, 1831)
- Microcosmodes diversopictus (Basilewsky, 1949)
- Microcosmodes elegans (Barker, 1922)
- Microcosmodes flavopilosus (Laferte-Senectere, 1851)
- Microcosmodes grandis (Basilewsky, 1947)
- Microcosmodes laetiusculus (Chaudoir, 1879)
- Microcosmodes laetus (Dejean, 1831)
- Microcosmodes luebberti (Kuntzen, 1919)
- Microcosmodes marakwetianus (Burgeon, 1936)
- Microcosmodes natalensis (Peringuey, 1896)
- Microcosmodes perrieri Jeannel, 1949
- Microcosmodes pierroni (Fairmaire, 1880)
- Microcosmodes planicollis (Chaudoir, 1876)
- Microcosmodes quadrimaculatus (Csiki, 1907)
- Microcosmodes quadrinotulatus (Motschulsky, 1864)
- Microcosmodes symei (Murray, 1857)
- Microcosmodes tenuipunctatus (Laferte-Senectere, 1851)
- Microcosmodes vadoni Jeannel, 1949
- Microcosmodes villosulus (Chaudoir, 1879)
- Microcosmodes vivinus (Murray, 1857)